# نیکل سنتر
نیکل سنتر (به انگلیسی: Nickel Centre) یک منطقهٔ مسکونی در کانادا است که در سادبری بزرگ واقع شده‌است. نیکل سنتر ۱۳٬۲۳۲ نفر جمعیت دارد.